# Gert Brauer
Pour les articles homonymes, voir Brauer.
Gert Brauer, né le 7 septembre 1955 à Ronneburg et décédé le 18 janvier 2018 à Gera, est un footballeur international est-allemand des années 1970 et 1980.

## Biographie
En tant que défenseur, il est international est-allemand à quatre reprises entre 1979 et 1980. Avec 254 matchs et 9 buts avec le FC Carl Zeiss Iéna de 1973 à 1987, il remporte la coupe de RDA en 1974 et en 1980, mais il est finaliste de la Coupe d'Europe des vainqueurs de coupe de football 1980-1981, battu par le Dinamo Tbilissi.